# Седов, Марк Пименович
Марк Пименович Седов (1923—1988) — советский инженер, кандидат технических наук (1975). Директор Дзержинского производственного объединения «Капролактам» Министерства химической промышленности СССР. Герой Социалистического Труда (1976).

## Биография
Родился 25 марта 1923 года в городе Нижний Новгород в русской семье служащих. 
С 1941 по 1948 год проходил действительную военную службу в рядах Военно-Морского Флота, участник Великой Отечественной войны. 
С 1948 года после демобилизации из рядов Советской армии начал работать в должности аппаратчика, в последующем — начальником смены, начальником  цеха и руководителем производства на Дзержинском заводе «Капролактам» Министерства химической промышленности СССР. В 1951 году окончил заочное отделение Дзержинского химико-механического техникума. С 1953 по 1958 год обучался на вечернем отделении Горьковского политехнического института. 
С 1966 по 1970 год работал в должности главного инженера и с 1970 по 1988 год, в течение восемнадцати лет, М. П. Седов был руководителем Дзержинского производственного объединения «Капролактам» Министерства химической промышленности СССР. Под руководством и при непосредственном участии М. П. Седова было построено и пущено в эксплуатацию производство поливинилхлорида и окиси этилена, оборудованное технологическими новшествами по последнему слову науки и техники, по всему предприятию благодаря стараниям директора была внедрена система автоматического управления производством. 
20 апреля 1971 года Указом Президиума Верховного Совета СССР «за выдающиеся достижения в труде» Марк Пименович Седов был награждён Орденом Ленина. 
5 марта 1976 года Указом Президиума Верховного Совета СССР «за выдающиеся успехи в выполнении заданий девятого пятилетнего плана, социалистических обязательств и заслуги в развитии химической промышленности» Марк Пименович Седов был удостоен звания Героя Социалистического Труда с вручением Ордена Ленина и золотой медали «Серп и Молот». 
В 1975 году защитил диссертацию на соискание учёной степени кандидата технических наук по теме: «Физико-химические закономерности и интенсификация процесса получения хлорированного поливинилхлорида».
Помимо основной деятельности занимался и общественно-политической работой:  был депутатом Горьковского областного исполнительного комитета и Дзержинского городского исполнительного комитета Советов народных депутатов трудящихся, членом Горьковского областного комитета и Дзержинского городского комитета КПСС, в 1976 году был делегатом ХХV съезда КПСС. 
Умер 1 августа 1988 года в городе Дзержинске и похоронен на новом городском кладбище. 

## Награды
- Медаль «Серп и Молот» (05.3.1976)
- Орден Ленина (20.4.1971; 05.3.1976)
- Орден Дружбы народов (18.05.1983)
- Орден «Знак Почёта» (28.5.1968)

## Память
- В 2013 году в городе Дзержинске на доме, где жил герой, установлена мемориальная доска[1].